# Benefit
Benefit – trzeci album grupy Jethro Tull, wydany w kwietniu 1970 roku. Po raz pierwszy w nagraniach wziął udział John Evan jako pianista i organista, chociaż nie był on jeszcze stałym członkiem grupy, jak również ostatnim, w którego nagraniu brał udział basista Glenn Cornick. Album osiągnął trzecie miejsce w rankingach sprzedaży w Wielkiej Brytanii.
Album miał bardziej hardrockowy wydźwięk niż poprzednia płyta Stand Up, podczas jego nagrania użyto również bardziej zaawansowanych technik studyjnych, takich jak nagrywana od tyłu partia fletu (utwór "With You There to Help Me") czy fortepianu, jak i przyspieszonego brzmienia gitary ("Play In Time").

## Lista utworów – wersja brytyjska
Wszystkie utwory zostały skomponowane i napisane przez Iana Andersona.
Strona A
| 1. | "With You There to Help Me"           | 6:15  |
|    |                                       |       |
| 2. | "Nothing to Say"                      | 5:10  |
|    |                                       |       |
| 3. | "Alive and Well and Living In"        | 2:43  |
|    |                                       |       |
| 4. | "Son"                                 | 2:48  |
|    |                                       |       |
| 5. | "For Michael Collins, Jeffrey and Me" | 3:47  |
|    |                                       |       |
|    |                                       | 20:43 |
|    |                                       |       |
Strona B
| 1. | "To Cry You a Song"       | 6:09  |
|    |                           |       |
| 2. | "A Time for Everything?"  | 2:42  |
|    |                           |       |
| 3. | "Inside"                  | 3:38  |
|    |                           |       |
| 4. | "Play in Time"            | 3:44  |
|    |                           |       |
| 5. | "Sossity; You're a Woman" | 4:31  |
|    |                           |       |
|    |                           | 20:44 |
|    |                           |       |
Utwory bonusowe
Wersja zremasterowana w 2001 roku poza standardowymi utworami z wydania brytyjskiego zawiera cztery bonusowe nagrania:
| 1. | "Singing All Day"           | 3:07  |
|    |                             |       |
| 2. | "Witch's Promise"           | 3:52  |
|    |                             |       |
| 3. | "Just Trying to Be"         | 1:37  |
|    |                             |       |
| 4. | "Teacher (original UK mix)" | 3:49  |
|    |                             |       |
|    |                             | 12:25 |
|    |                             |       |
Pomimo oznaczenia, utwór "Teacher" to nie jest oryginalny mix brytyjski, lecz identyczna wersja opublikowana w USA na singlu, wersji długogrającej oraz w albumie "Living in the Past". Oryginalny mix brytyjski ukazał się jedynie w składance "20 Years of Jethro Tull" i jest znacznie różniącą się od oryginału wersją trwającą 4:48.

## Lista utworów – wersja amerykańska
Wszystkie utwory zostały skomponowane i napisane przez Iana Andersona.
Strona A
| 1. | "With You There to Help Me"           | 6:15  |
|    |                                       |       |
| 2. | "Nothing to Say"                      | 5:10  |
|    |                                       |       |
| 3. | "Inside"                              | 3:46  |
|    |                                       |       |
| 4. | "Son"                                 | 2:48  |
|    |                                       |       |
| 5. | "For Michael Collins, Jeffrey and Me" | 3:47  |
|    |                                       |       |
|    |                                       | 21:46 |
|    |                                       |       |
Strona B
| 1. | "To Cry You a Song"       | 6:09  |
|    |                           |       |
| 2. | "A Time for Everything?"  | 2:42  |
|    |                           |       |
| 3. | "Teacher"                 | 3:57  |
|    |                           |       |
| 4. | "Play in Time"            | 3:44  |
|    |                           |       |
| 5. | "Sossity; You're a Woman" | 4:31  |
|    |                           |       |
|    |                           | 21:03 |
|    |                           |       |

## Wykonawcy
- Ian Anderson: wokal, gitara, flet poprzeczny
- Martin Barre: gitara elektryczna
- Glenn Cornick: gitara basowa
- Clive Bunker: perkusja
- David Palmer: aranżacje orkiestrowe

Gościnnie:
- John Evan: fortepian oraz organy